# Авиш
Ави́ш (порт. Avis; [ɐ'viʃ]) — посёлок городского типа в Португалии, центр одноимённого муниципалитета в составе округа Порталегре. Численность населения — 2,6 тыс. жителей (посёлок), 5,0 тыс. жителей (муниципалитет). Посёлок и муниципалитет входит в экономико-статистический регион Алентежу и субрегион Алту-Алентежу. По старому административному делению входил в провинцию Алту-Алентежу.

## Расположение
Посёлок расположен в центре округа Порталегре в 48 км юго-западнее города Порталегре. Через город протекает река Рибейра-Гранде — приток реки Рая.
Расстояние до:
- Лиссабон — 115 км
- Мадрид — 388 км
- Каштелу-Бранку — 92 км
- Сантарен — 71 км
- Эвора — 53 км

Муниципалитет граничит:
- на северо-востоке — муниципалитет Алтер-ду-Шан
- на востоке — муниципалитет Фронтейра
- на юге — Созел и Мора.
- на северо-западе — муниципалитет Понте-де-Сор

## Население
| Население муниципалитета Авиш (1801—2004) | Население муниципалитета Авиш (1801—2004) | Население муниципалитета Авиш (1801—2004) | Население муниципалитета Авиш (1801—2004) | Население муниципалитета Авиш (1801—2004) | Население муниципалитета Авиш (1801—2004) | Население муниципалитета Авиш (1801—2004) | Население муниципалитета Авиш (1801—2004) | Население муниципалитета Авиш (1801—2004) |
| ----------------------------------------- | ----------------------------------------- | ----------------------------------------- | ----------------------------------------- | ----------------------------------------- | ----------------------------------------- | ----------------------------------------- | ----------------------------------------- | ----------------------------------------- |
| 1801                                      | 1849                                      | 1900                                      | 1930                                      | 1960                                      | 1981                                      | 1991                                      | 2001                                      | 2004                                      |
| 3032                                      | 3732                                      | 6113                                      | 7880                                      | 8977                                      | 5890                                      | 5686                                      | 5197                                      | 5054                                      |

## История
Посёлок основан в 1218 году. Его история связана с деятельностью одного из важнейших португальских религиозно-рыцарских орденов — Ависского.

## Районы
| Фрегезии (районы) муниципалитета Авиш | Фрегезии (районы) муниципалитета Авиш | Фрегезии (районы) муниципалитета Авиш | Фрегезии (районы) муниципалитета Авиш | Фрегезии (районы) муниципалитета Авиш | Фрегезии (районы) муниципалитета Авиш | Фрегезии (районы) муниципалитета Авиш |
| ------------------------------------- | ------------------------------------- | ------------------------------------- | ------------------------------------- | ------------------------------------- | ------------------------------------- | ------------------------------------- |
| №                                     | Наименование                          | Оригинальное наименование             | Кол-во жителей чел.(2001)             | Территория км²                        | Плотность чел./км²                    | Почтовый индекс                       |
| 1                                     | Алкоррегу                             | Alcôrrego                             | 427                                   | 57,73                                 | 7,4                                   | 7480-000 ALCORREGO                    |
| 2                                     | Алдейя-Велья                          | Aldeia Velha                          | 339                                   | 125,96                                | 2,69                                  | 7480-000 ALDEIA VELHA AVS             |
| 3                                     | Авиш                                  | Avis                                  | 1 950                                 | 92,09                                 | 21,17                                 | 7480-000 AVIS                         |
| 4                                     | Бенавила                              | Benavila                              | 1 017                                 | 66,59                                 | 15,27                                 | 25 A-000 ril 7480 BENAVILA            |
| 5                                     | Эрведал                               | Ervedal                               | 689                                   | 38,1                                  | 18,08                                 | 7480-000 ERVEDAL AVS                  |
| 6                                     | Фигейра-и-Барруш                      | Figueira e Barros                     | 356                                   | 70,23                                 | 5,07                                  | 7480-000 FIGUEIRA E BARROS            |
| 7                                     | Мараньян                              | Maranhão                              | 98                                    | 70,99                                 | 1,38                                  | 7480-000 MARANHAO                     |
| 8                                     | Валонгу                               | Valongo                               | 321                                   | 83,85                                 | 3,83                                  | 7480-000 VALONGO AVS                  |